# RSS

Symbol RSS

RSS (RDF Site Summary nebo Really Simple Syndication) je rodina XML formátů určených pro čtení novinek na webových stránkách a obecněji syndikaci obsahu.
Technologie RSS umožňuje uživatelům Internetu nastavit si odběr novinek z webu, který nabízí RSS zdroj (RSS feed, též RSS kanál, RSS channel). Tento zdroj se většinou vyskytuje na stránkách, kde se obsah mění a přidává velmi často (například zpravodajské servery).
Původně tento formát sloužil pouze k předávání aktuálních novinek mezi jednotlivými servery, které takto velmi jednoduše mohly odkazovat na aktuální články na jiných serverech.
RSS formát poskytuje obsah celého článku, příp. jeho část, odkaz na původní článek a také jiná metadata. Tyto informace jsou posílány jako XML soubor nazývaný RSS zdroj, webový zdroj, RSS stream, RSS feed nebo RSS kanál.

## Historie RSS

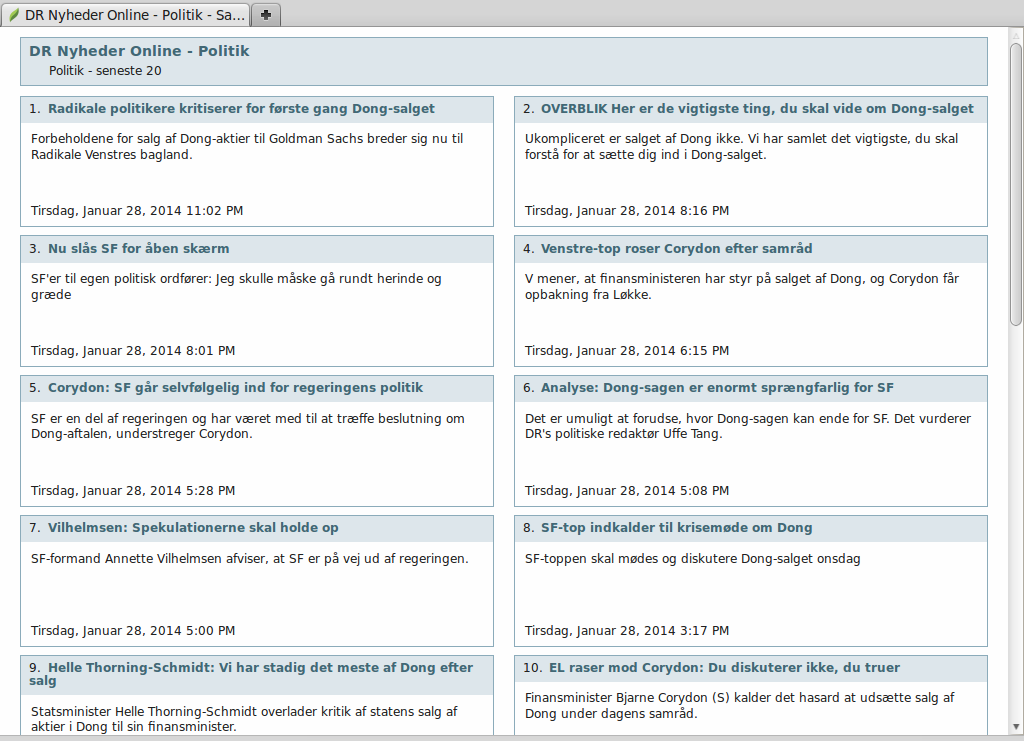
Firefox RSS čtečka

Cílem RSS formátu měla být jednoduchost a snadná pochopitelnost. První verze RSS 0.90 byla vyvinuta roku 1999 společností Netscape. RSS formát byl založen nad modelem metadat RDF, také proto byl pojmenován RDF Site Summary (RSS).
Ještě v tomtéž roce byla vyvinuta verze 0.91, oproštěním od RDF elementů zjednodušená, a tak byl změněn význam zkratky RSS na Rich Site Summary. Zároveň byl vydán dokument, který nastiňoval další vývoj formátu.
V roce 2000 dochází k rozdělení vývoje do dvou větví. RSS‑DEV Working Group vyvíjí verzi RSS 1.0, která vychází z verze 0.9. Vrací se tedy k podpoře RDF. Tato verze je rozšířena např. o podporu jmenných prostorů XML. Není však plně zpětně kompatibilní s verzí 0.9, protože je již založena na konečném formátu RDF 1.0.
Ve vývoji druhé větve RSS formátu se angažuje UserLand. V roce 2000 vydává verzi RSS 0.92 a postupně další až k verzi 0.94. Všechny verze 0.9x jsou kompatibilní s verzí 0.91, byly provedeny menší úpravy standardu, jako uzavřen prostor elementů, do kterého byly zavedeny elementy dovolující použít zvukové soubory (podcasty). V roce 2002 UserLand vydává verzi RSS 2.0, s touto verzí byl znovu změněn význam zkratky RSS na Really Simple Syndication. Verze 2.0 zachovává zpětnou kompatibilitu s verzí 0.92.
V roce 2003 firma UserLand přenechává specifikaci RSS 2.0 Harvard University pod licencí „Creative Commons“. Vývoj je nyní zmrazen ve verzi 2.0.1 a další verze se vydávají pouze za účelem vyjasnění specifikace, ne pro přidávání nových funkcí.
V lednu 2006 Rogers Cadenhead znovu spustil poradní sbor RSS bez účasti Davea Winera s deklarovaným přáním pokračovat ve vývoji formátu RSS a vyřešit nejasnosti. V červnu 2007 správní rada revidovala svou verzi specifikace, aby potvrdila, že jmenné prostory mohou rozšířit základní prvky o atributy jmenných prostorů, jak to udělal Microsoft v Internet Exploreru 7. Podle jejich názoru rozdíl ve výkladu způsobil, že vydavatelé si nebyli jisti, zda je to povoleno. nebo zakázané.

## Různé podoby RSS
Samotná zkratka má několik výkladů:
- Rich Site Summary (RSS 0.91 od firmy Netscape)
- Resource Description Framework Site Summary (tvůrcem je W3C)
- Really Simple Syndication (RSS 2.0 – v současnosti ho spravuje Berkman Center for Internet & Society na Právnické fakultě Harvardovy univerzity)
- Really Simple Syndication 3.0 (RSS 3.0 Lite – zatím nejmladší z rodiny RSS)

Existují také další formáty se stejným účelem:
- Channel Definition Format (CDF – formát od firmy Microsoft, v praxi se vůbec neprosadil a dnes se téměř neobjevuje)
- The Atom Syndication Format (ATOM 1.0 – moderní standardizovaný formát)

## Použití RSS
Software určený k práci s RSS kanály se označuje jako RSS čtečka. Čtečkou RSS může být samostatný specializovaný program, doplňkový modul čili plugin jiné aplikace (typicky webového prohlížeče či programu pro instant messaging), funkce vestavěná přímo v jiném programu, případně webová aplikace poskytující tuto funkčnost (např. Feedly či NetVibes).
Například pro webový prohlížeč Firefox slouží jako čtečka RSS rozšíření Sage.
Pokud některý webový server nabízí RSS kanály, obvykle to indikuje ikonou, která vede přímo na URL příslušného zdroje. Adresu zdroje uživatel zadá do čtečky a ta zobrazí seznam všech zpřístupněných článků (zvukových souborů či jiných cílů). Čtečka poté adresu zdroje (URL) pravidelně kontroluje a zobrazuje nové položky.